# Robert V. (Béthune)
Robert V., genannt der Rote (* vor 1138; † 1191 vor Akkon) war ein Herr von Béthune, Richebourg, Varneston und Chocques, sowie erblicher advocatus der Kirche und Abtei Saint-Vaast von Arras aus dem Haus Béthune. Er war der Sohn des Wilhelm I. († 1138) Herr von Béthune, Richebourg und Varneston, und der Clémence, Tochter von Hugo II., Herr von Cambrai.

Das alte Wappen des Hauses Béthune.

Zusammen mit seinem zwei ältesten Söhnen begleitete Robert V. seinen Lehnsherrn, Graf Philipp von Flandern, im Jahr 1177 erstmals zu einer bewaffneten Pilgerfahrt in das heilige Land. Dort versuchte der Graf eine Ehe zwischen den Béthune-Söhnen mit den zwei Schwestern des Königs Balduin IV. von Jerusalem, Sibylle und Isabella, zu arrangieren, was allerdings am Einspruch der Barone um Balduin von Ibelin scheiterte.
Den Grafen von Flandern folgte Robert V. auch 1191 auf den dritten Kreuzzug. Er fiel dabei während der Belagerung von Akkon.
Er war mit Adelise von Saint-Pol verheiratet. Mit ihr hatte er mindestens fünf Kinder:
- Robert VI. († 1193), Herr von Béthune, Richebourg, Varneston, Chocques, Meulebeke und Loker
- Wilhelm II. der Rote († 1214), Herr von Béthune
- Balduin († 1211), Herr von Choques, Graf von Aumale
- Johann (X 1219), Bischof von Cambrai
- Conon († 1218), Herr von Adrianopel, Gouverneur von Konstantinopel, Regent des Lateinischen Kaiserreichs

## Einzelnachweis
1. ↑  Gislebert von Mons, Chronicon Hanoniense, hrsg. von Wilhelm Arndt in: Monumenta Germaniae Historica SS 21 (1869), S. 579

| Personendaten    | Personendaten                                        |
| ---------------- | ---------------------------------------------------- |
| NAME             | Robert V.                                            |
| ALTERNATIVNAMEN  | Robert der Rote                                      |
| KURZBESCHREIBUNG | Herr von Béthune, Richebourg, Varneston und Chocques |
| GEBURTSDATUM     | vor 1138                                             |
| STERBEDATUM      | 1191                                                 |